# فهرست اعضای زن هیئت‌دولت ایران
این فهرست شامل زنانی است که به عنوان عضو هیئت دولت ایران فعالیت کرده‌اند.

## فهرست
| ردیف                                | ردیف | تصویر | نام                 | سمت                                            | دوره       | دوره       | حزب                      | رئیس دولت       |
| ردیف                                | ردیف | تصویر | نام                 | سمت                                            | آغاز       | پایان      | حزب                      | رئیس دولت       |
| ----------------------------------- | ---- | ----- | ------------------- | ---------------------------------------------- | ---------- | ---------- | ------------------------ | --------------- |
|                                     | ۱    |       | فرخ‌رو پارسا         | وزیر آموزش و پرورش                             | ۱۹۶۸       | ۱۹۷۱       | حزب ایران نوین           | امیرعباس هویدا  |
|                                     | ۲    |       | مهناز افخمی         | وزیر مشاور امور زنان                           | ۱۹۷۶       | ۱۹۷۸       | حزب رستاخیز              | امیرعباس هویدا  |
| جمشید آموزگار                       | ۲    |       | مهناز افخمی         | وزیر مشاور امور زنان                           | ۱۹۷۶       | ۱۹۷۸       | حزب رستاخیز              |                 |
|                                     | ۳    |       | معصومه ابتکار       | رئیس سازمان حفاظت محیط زیست ایران              | ۱۹۹۷       | ۲۰۰۵       | جبهه مشارکت ایران اسلامی | محمد خاتمی      |
| ۲۰۱۳                                | ۳    | ۲۰۱۷  | معصومه ابتکار       | رئیس سازمان حفاظت محیط زیست ایران              | حسن روحانی |            | جبهه مشارکت ایران اسلامی |                 |
| معاون امور زنان و خانواده رئیس‌جمهور | ۳    | ۲۰۱۷  | معصومه ابتکار       | ۲۰۲۱                                           | حسن روحانی |            | جبهه مشارکت ایران اسلامی |                 |
|                                     | ۴    |       | فاطمه جوادی         | رئیس سازمان حفاظت محیط زیست ایران              | ۲۰۰۵       | ۲۰۰۹       | —                        | محمود احمدی‌نژاد |
|                                     | ۵    |       | مرضیه وحید دستجردی  | وزیر بهداشت                                    | ۲۰۰۹       | ۲۰۱۳       | جامعه زینب               | محمود احمدی‌نژاد |
|                                     | ۶    |       | نسرین سلطان‌خواه     | رئیس بنیاد ملی نخبگان                          | ۲۰۰۹       | ۲۰۱۳       | —                        | محمود احمدی‌نژاد |
|                                     | ۷    |       | فاطمه بداغی         | معاون حقوقی رئیس‌جمهور ایران                    | ۲۰۰۹       | ۲۰۱۳       | —                        | محمود احمدی‌نژاد |
|                                     | ۸    |       | مریم مجتهدزاده      | معاون امور زنان و خانواده رئیس‌جمهور            | ۲۰۱۳       | ۲۰۱۳       | —                        | محمود احمدی‌نژاد |
|                                     | ۹    |       | الهام امین‌زاده      | معاون حقوقی رئیس‌جمهور ایران                    | ۲۰۱۳       | ۲۰۱۶       | —                        | حسن روحانی      |
|                                     | ۱۰   |       | شهیندخت مولاوردی    | معاون امور زنان و خانواده رئیس‌جمهور            | ۲۰۱۳       | ۲۰۱۷       | جبهه مشارکت ایران اسلامی | حسن روحانی      |
|                                     | ۱۱   |       | زهرا احمدی‌پور       | رئیس سازمان میراث فرهنگی، صنایع دستی و گردشگری | ۲۰۱۶       | ۲۰۱۷       | جبهه مشارکت ایران اسلامی | حسن روحانی      |
|                                     | ۱۲   |       | لعیا جنیدی          | معاون حقوقی رئیس‌جمهور ایران                    | ۲۰۱۷       | ۲۰۲۱       | —                        | حسن روحانی      |
|                                     | ۱۳   |       | انسیه خزعلی         | معاون امور زنان و خانواده رئیس‌جمهور            | ۲۰۲۱       | ۲۰۲۴       | —                        | ابراهیم رئیسی   |
|                                     | ۱۳   |       | فرزانه صادق مالوجرد | وزیر راه و شهرسازی                             | ۲۰۲۴       | درحال تصدی | _                        | مسعود پزشکیان   |
|                                     | ۱۴   |       | فاطمه مهاجرانی      | سخنگوی دولت                                    | ۲۰۲۴       | درحال تصدی | _                        | مسعود پزشکیان   |